# Eberhard de Kirchberg
Eberhard II von Kirchberg (né avant 1370, mort le 12 août 1413 à Wiblingen) est le 50e évêque d'Augsbourg de 1404 à sa mort.

## Biographie
Le comte Eberhard V von Kirchberg est le fils aîné du comte Guillaume II von Kirchberg (mort en 1370) et de son épouse Anna von Eichen (morte en 1369). Il est le frère de Frédéric (mort en 1391 ou 1418) et de Conrad VII (mort en 1417) et à partir de 1370, comte de Kirchberg.
Il est chanoine à Strasbourg en 1386, doyen de la cathédrale en 1398, sous-collecteur papal, collecteur général de l'archidiocèse de Mayence en 1397. En 1404, il devient aussi collecteur de Mayence et des diocèses de Bamberg et de Bâle.
Après la mort de l'évêque Burckhard von Ellerbach, décédé le 9 mars 1404, Eberhard de Kirchberg est élu le 30 mai de la même année évêque d'Augsbourg sous le nom d'Eberhard II. Le 2 février 1406, il est ordonné prêtre et en mars 1406, évêque.
Plusieurs chroniques rapportent qu'en 1409, une "société" de quatre prêtres et un tanneur, le dominicain Jörg Wattenlach, le chapelain Ulrich Frey de la paroisse Saint-Jean, l'augustinien Jacob Kiss, Hans von Gersthofen et le tanneur Hans Gossenloher, est accusée d'hérésie et ses membres sont exécutés.
Il meurt le 12 août 1413 à Viblingen, aujourd'hui quartier d'Ulm, où son frère Conrad VII sera également enterré en 1417.